# Liste des vice-premiers ministres du Canada
Voici la liste des vice-premiers ministres du Canada depuis la création du poste en 1977.

## Vice-premiers ministres du Canada
- 16 septembre 1977 - 4 juin 1979 : Allan MacEachen
- 3 mars 1980 - 30 juin 1984 : Allan MacEachen (deuxième fois)
- 30 juin 1984 - 17 septembre 1984 : Jean Chrétien
- 17 septembre 1984 - 30 juin 1986 : Erik Nielsen
- 30 juin 1986 - 25 juin 1993 : Don Mazankowski
- 25 juin 1993 - 4 novembre 1993 : Jean Charest
- 4 novembre 1993 - 30 avril 1996 : Sheila Copps
- 19 juin 1996 - 10 juin 1997 : Sheila Copps (deuxième fois)
- 11 juin 1997 - 15 janvier 2002 : Herb Gray
- 15 janvier 2002 - 12 décembre 2003 : John Manley
- 12 décembre 2003 - 6 février 2006 : Anne McLellan
- 20 novembre 2019 - décembre 2024 : Chrystia Freeland